# 日本國鐵ED72型電力機車
ED72型电力机车（日语：ED72形電気機関車）是日本国有铁道的交流电力机车车型之一，适用于供电制式为20千伏60赫兹的工频单相交流电气化铁路，1961年由东芝公司研制成功。

## 发展历史

### 开发背景
1959年，日本国有铁道决定对运输量较大的東北本線黑矶以北区段实施交流电化。为此，日立、东芝、三菱分别各试制了一台ED71型电力机车的原型车。三台机车均采用了一致的车体、转向架等机械结构，但电气系统部分包括主变压器、整流器、控制电路等则由各制造商独自设计以作比较。其中，由东芝公司试制的ED71 2号机车使用干式风冷主变压器和风冷式引燃管整流器，但这种技术方案并没有在量产的ED71型电力机车中获得采用。1961年，日本国有铁道对鹿儿岛本线门司港至久留米区段进行交流电化改造，东芝公司在吸取ED71 2号机车研制和运用经验的基础上，为九州地区开发研制了ED72型电力机车和ED73型电力机车，前者以担当客运牵引任务为主，而后者以担当货运牵引任务为主。

### 原型车
ED72型电力机车的首两台原型车（1～2）分别于1961年8月和10月竣工。该型机车设有为旅客列车供暖的蒸汽锅炉，也是日本国铁首次使用Bo-2-Bo轴式的电力机车，采用DT119型两端转向架和TR100型中间转向架。牵引电动机采用MT103型直流电动机和架悬式空心轴驱动装置。机车整备重量为83.4吨，最大轴重为16.3吨，机车小时功率为2050千瓦。
1961年8月11日，ED72 1号机车在鹿儿岛本线雜餉隈（今南福冈站）至折尾间进行首次试运行。试验结果显示，ED72型电力机车能够完全满足单机牵引1200吨列车通过10‰长大坡道的设计性能指标。由于当时门司机关区仍然配属有EF10型直流电力机车，因此ED72型电力机车最初被配属南福冈电车区（今南福冈车辆区），直至门司机关区完成交流电化改造。

### 量产车
1962年4月至9月，东芝小批量生产了20台ED72型电力机车（3～22）。量产车根据原型车的试验结果而作出了改进，例如，侧墙通风百叶窗和采光玻璃窗使用了和EF61、EF70型电力机车类似的布置形式，采用强化构架的DT119A型两端转向架和TR100A型中间转向架，更改了蒸汽锅炉水箱和油箱的外形和位置，改用国铁电力机车的MT52型标准化牵引电动机，并采用更加可靠的轴悬式驱动装置，齿轮传动比由4.53改为4.44。机车整备重量增加至87.0吨，最大轴重提高到16.7吨，机车小时功率为1900千瓦。

### 运用
ED72型电力机车全部配属门司机关区。由于该型机车搭载了蒸汽锅炉，因此主要担当九州地区普通旅客列车的牵引任务，也会用于牵引寝台列车（蓝色列车）或货物列车。然而，由于ED72型电力机车的轴重相对较大，即使九州地区主要干线全面实现交流电化之后，仍然限定运用于线路条件较好的北部九州地区（熊本以北）。
1968年，随着20系客车改装电控空气制动机，ED72型电力机车不再牵引定期寝台特急列车，蓝色列车的牵引任务改由经过改造的ED73型1000番台电力机车担当。1975年，山阳新干线冈山至博多区段通车以后，由九州地区到发的直通夜行急行列车被大幅削减，许多旅客列车的牵引任务亦改由ED76型电力机车担当。然而，随着寝台特急列车逐渐换型为14系、24系客车，这两种客车并不要求牵引机车有特别设备，因此ED72型电力机车后来又再次担当部分蓝色列车的牵引任务。与此同时，由于普通旅客列车日渐改由电力动车组担当，而且ED72型电力机车的蒸汽锅炉操作亦比ED76型电力机车困难，因此部分ED72型电力机车取消了蒸汽锅炉。
1976年，运用时间最长的原型车首先报废。1978年起，量产车亦开始逐步报废。1980年，原本运用于北陆本线的部分EF70型电力机车转配属门司机关区，用来替换日益老化的ED72、ED73型电力机车。至1982年，全部ED72型电力机车停运报废。

## 技术特点

### 总体布置
ED72型电力机车是客货运通用的交流电力机车，适用于供电制式为20千伏60赫兹的工频单相交流电气化铁路。车体两端各设有一个司机室，司机室内机车运行方向的左侧设有司机操纵台，司机室两侧设有供乘务员乘降的车门。车体中部是设有各种机械及电气装置的机械室，内设有贯通式双侧内走廊连接两端司机室，主变压器、控制电器及辅助机械等设备均采用单元化的布置方式，以便进行检修维护。车顶安装有两台PS100型双臂式受电弓、高速断路器、避雷器、主熔断器等高压电气设备。
ED72型电力机车采用轻量化全钢焊接结构箱型车体，车体形式近似同时期的EF61型基本番台和EF70型电力机车。由于ED72型电力机车的设计是用于单机牵引旅客列车或货物列车，因此采用了和EF60、EF70型电力机车一样的前端非贯通结构，并采用大面积前窗玻璃以改善司机的瞭望视野。此外，车体正面还采用了中央部分略为凸出、前窗玻璃后倾的微流线型外形。考虑到冬季牵引旅客列车的需要，ED72型电力机车设有为旅客列车供暖的SG3B型自动式重油蒸汽锅炉。由于搭载蒸汽锅炉而使机车重量增加，因此ED72型电力机车首次使用独特的Bo-2-Bo轴式，在车体中部下方增加一台无动力的二轴从轮转向架，使轴重仍然能够保持在设计标准。

### 电气系统

#### 主电路
ED72型电力机车是交—直流电传动的整流器式电力机车，机车主电路由空气断路器、主变压器、水银整流器、调压开关、牵引电动机、电路保护装置等组成。机车从架空接触网获取高压交流电后，首先经过主变压器降低电压，再通过整流器转换成脉流电（即方向不变而只有电压变化的直流电），并供电给牵引电动机。
机车装用一台TM6型芯式单相主变压器，额定容量为2050千伏安，冷却方式采用干式强迫风冷。整流装置采用RM2型水银整流器，由八个引燃管组成单相全波整流电路，整流器额定功率为2052千瓦，额定整流电压为750伏特，额定整流电流为4×684安培。
原型车安装有四台MT103型串励直流牵引电动机，小时功率为512.5千瓦，持续功率为475千瓦。量产车改为装用MT52型四极串励直流牵引电动机，这是日本国铁直流和交流电力机车通用的标准型牵引电动机，小时功率为475千瓦，持续功率为425千瓦，额定电压为900伏特，额定转速为每分钟1630转，四台牵引电动机全部永久并联连接。

#### 调速控制
ED72型电力机车的调速控制系统和ED71型电力机车基本相同，使用变压器高压侧调压和整流器相位控制来达到调节速度的目的。主变压器原边（高压侧）设有一个自耦调压绕组，通过高压侧的调压开关改变变压器牵引绕组的抽头及输出电压，组成共25个调压级。原型车使用HTC-5型高压调压开关，量产车则使用HTC-5A型高压调压开关。
水银整流器相位控制是借栅极回路调节引燃极和阳极电压的相位差来改变引燃管的引燃时间，从而控制输出电流的平均值，相位控制方式和ED71型电力机车相同，可以在任意一个调压级位使用，平滑调节牵引电动机端电压，提高粘着利用率及列车起动性能。为扩大机车的恒功调速范围，还可以对牵引电动机施行一级磁场削弱，磁场削弱率为70%。
虽然引燃管整流器的故障率不高，但存在维护保养较困难的缺点。1970年以后，ED72型电力机车都相继进行了以硅整流器取代引燃管整流器的改造，但由于硅整流器是不可控整流电路，因此改用硅整流器的电力机车亦失去了栅极相位控制功能。

#### 辅助电路
ED72型电力机车采用三相交流传动的辅助电路，各种辅助设备的驱动均采用检修方便的三相异步电动机，包括牵引电动机通风机、电动空气压缩机、主变压器通风机、整流器通风机等。电源由一台旋转式劈相机供应，将主变压器输出的440伏特单相交流电转换成440伏特三相交流电。另外还设有一台小型直流发电机，用于向控制电路供应100伏特直流电。

### 转向架
机车走行部包括两台二轴两端动力转向架和一台无动力的二轴中间转向架。

#### 两端转向架
原型车的两端转向架为DT119型转向架，而量产车则使用经过改良的DT119A型转向架。轴箱采用无磨耗的拉板式定位结构，吸取了此前ED61 15号机车所使用DT900型转向架的经验，薄片形定位拉板使用镍铬钼合金钢（SNCM）制成，两片定位拉板的其中一端与轴箱连接，另一端与构架侧梁相连。构架采用“日”字形的钢板焊接结构，固定轴距为2800毫米（原型车为2520毫米）。转向架采用全旁承支重结构，机车的车体重量通过旁承支座坐落在转向架上。一系悬挂为轴箱顶端螺旋弹簧和橡胶垫，二系旁承悬挂为每侧两个并联的螺旋圆弹簧组，并配有垂向油压减震器。为了减少牵引列车起动时的轴重转移，ED72型电力机车使用了低位反向牵引杆装置，牵引点高度接近于轨道平面，理论上转向架内无轴重转移，从而提升了机车的粘着性能。
原型车和量产车采用了不同的驱动方式。原型车采用架悬式牵引电动机，驱动装置采用轴套式空心轴传动，牵引电动机的全部重量都悬挂在转向架构架上，齿轮传动比为4.53（15：68）。但这种传动方式有一个明显的缺点，由于大齿轮直接通过弹性元件与车轮相连，因此无法将其置于完全封闭的齿轮箱内，经常因沙尘进入齿轮箱而造成齿轮啮合状态恶化，引致驱动装置发生异常振动。为解决上述问题，量产车改为采用轴悬式驱动装置，牵引电动机的一侧通过抱轴瓦刚性地支承在车轴上，另一侧通过吊杆悬挂在转向架构架上，齿轮传动比为4.44（16：71）。

#### 中间转向架
原型车的中间转向架为TR100型转向架，而量产车则使用经过改良的TR100A型转向架。构架采用钢板焊接结构，固定轴距为1650毫米（原型车为1550毫米）。中间转向架采用心盘承载，轴箱同样采用拉板式定位结构，一系悬挂为轴箱顶端螺旋弹簧，中央悬挂采用空气弹簧。中间转向架的最大特点是具有轴重调整功能，可以根据车上蒸汽锅炉的燃料和水的重量，调节中央空气弹簧的内部压力，使中间转向架的轴重可以按需要分四个阶段来改变（9～13.2吨），以保持恒定的平均动轮轴重。除此之外，为了提高机车的曲线通过性能，中间转向架和车体之间还设有滚动装置，实现转向架相对于车体的横向位移。

## 车辆保存
- EF72 1号机车：退役后静态保存于北九州市门司区的老松公园，至2003年转移至新建的九州铁道纪念馆展示。

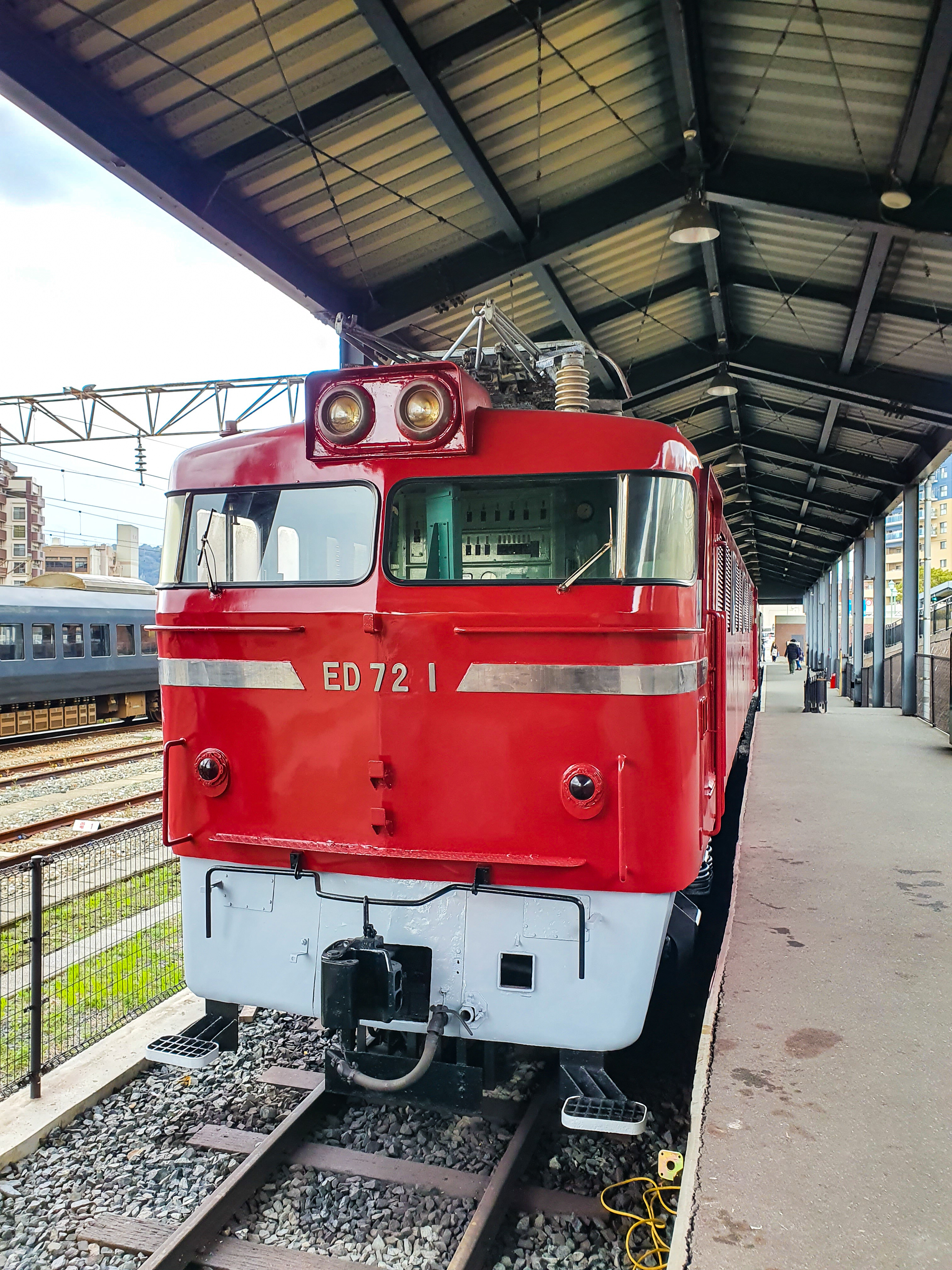
存放在九州鐵道紀念館的ED72型電力機車